# مونرن
مونرن (به فرانسوی: Monneren) یک کمون در فرانسه است که در Canton of Metzervisse واقع شده‌است.

## خصوصیات
مونرن ۱۱٫۰۶ کیلومترمربع مساحت و ۴۳۰ نفر جمعیت دارد و ۲۵۰ متر بالاتر از سطح دریا واقع شده‌است.